# Теэтет (лунный кратер)
Кратер Теэтет (лат. Theaetetus) — небольшой ударный кратер в восточной части Моря Дождей на видимой стороне Луны. Название присвоено в честь древнегреческого математика Теэтета Афинского (ок. 417 до н. э. — 369 до н. э.) и утверждено Международным астрономическим союзом в 1935 г.

## Описание кратера
Ближайшими соседями кратера Теэтет являются кратер Кассини на севере-северо-западе; кратер Калипп на востоке-северо-востоке и кратер Аристилл на юго-западе. На севере-северо-западе от кратера расположены горы Альпы; на востоке горы Кавказ; на юго-востоке Море Ясности; на юге борозды Теэтета. Селенографические координаты центра кратера 37°01′ с. ш. 6°04′ в. д. / 37,01° с. ш. 6,06° в. д., диаметр 24,6 км, глубина 2830 м.
Кратер имеет полигональную форму и практически не разрушен. Вал несколько сглажен, но сохранил четко очерченную острую кромку. Внутренний склон гладкий, с высоким альбедо. Высота вала над окружающей местностью достигает 840 м, объем кратера составляет приблизительно 370 км³. Дно чаши кратера сравнительно ровное, небольшой центральный холм несколько смещен к северо-востоку от центра чаши. Местность вокруг кратера отмечена светлыми лучами от кратера Аристилл.
Кратер Теэтет включен в список кратеров с темными радиальными полосами на внутреннем склоне Ассоциации лунной и планетарной астрономии (ALPO).

## Кратковременные лунные явления
В кратере Теэтет наблюдались кратковременные лунные явления (КЛЯ) в виде белого облака (сообщено в 1902 г. французским астрономом Шарбонне). Кроме того о наблюдении кратковременных явлений в районе кратера сообщал американский астроном Уильям Пикеринг.

## Сателлитные кратеры
Отсутствуют.

## Галерея
- Снимок зонда Clementine в ультрафиолетовом спектре.

## См.также
- Список кратеров на Луне
- Лунный кратер
- Морфологический каталог кратеров Луны
- Планетная номенклатура
- Селенография
- Минералогия Луны
- Геология Луны
- Поздняя тяжёлая бомбардировка